# 打開策
| ウィキペディアには「打開策」という見出しの百科事典記事はありません（タイトルに「打開策」を含むページの一覧/「打開策」で始まるページの一覧）。 代わりにウィクショナリーのページ「打開策」が役に立つかもしれません。 |